# Fonzie
Arthur „The Fonz“ Fonzarelli war eine Figur in der amerikanischen Comedy-Serie Happy Days (1974–1984) und wurde von Henry Winkler gespielt.

## Über die Figur
„Fonzie“ war ein lederjackentragender Motorradfahrer und Mechaniker. Obwohl er die High School vorzeitig verlassen hat, scheint er fast übernatürliche Fähigkeiten, Wissen, sexuelle Attraktivität und Vielfalt zu besitzen. Im Amerika der 1950er Jahre und in Milwaukee im Speziellen, in denen die Handlung der Serie angesiedelt wurde, machten ihn diese Attribute zu einem sehr beliebten Menschen. Während der Serie beendete Fonz die High School über Abendkurse mit Diplom und wurde zum Automechaniker-Lehrmeister. Obwohl er nie heiratete, adoptierte er in der letzten Staffel einen Sohn, was das Ende des Wandels vom Rebellen zum Familienmenschen kennzeichnete.
In der ersten Staffel von Happy Days war Fonz eine eher sporadisch auftretende Rand-Figur. Schon bald aber wurde er dank seiner anhaltenden Popularität zu einem regulären Darsteller. Seine Berühmtheit und Bewunderung in der amerikanischen Bevölkerung stieg schnell an und Fonzie wurde schließlich zu einer Ikone der Popkultur der späten 1970er. Bei den Zuschauern erfreute er sich aufgrund seiner stilvollen Persönlichkeit und seiner Fähigkeit, scheinbar mühelos Dinge erreichen zu können, größter Beliebtheit. So konnte Fonzie etwa eine Jukebox nur durch einen Schlag darauf zum Laufen bringen oder bekam Dinge durch ein Fingerschnippen. Auch seine Art zu sprechen, insbesondere sein markanter Ausruf „Ayyy!“, trugen zu seiner Beliebtheit bei. Diese Eigenschaften machten Fonz fast gleichbedeutend mit dem amerikanischen Begriff von „cool“. Seine Lederjacke wird heute in der Smithsonian Institution aufbewahrt.
Laut ABC sollte Fonz ursprünglich Pullover tragen, außer wenn er in der Nähe seines Motorrades war. Deshalb setzten die Produzenten von Happy Days Fonzie kurzerhand einfach nur in der Nähe seines Motorrades ein. Somit konnte er zu jeder Zeit seine Lederjacke tragen.

## Anspielungen in anderen Filmen und Serien
- In Miloš Formans Film Der Mondmann wird Fonzie als der bezeichnet, den alle Kinder nachahmen und dessen Bild sie sich auf ihre Essensboxen kleben.
- Weiteres: Jumping the shark, eine Metapher, entsprungen aus einer Szene mit Fonzie in Happy Days.
- In Tarantinos Pulp Fiction wird ebenfalls in der Restaurant-Szene auf Fonzie angespielt: Jules Winnfield (Samuel L. Jackson) fordert Pumpkin und Yolanda („Honeybunny“) auf „cool zu sein, wie Fonzies“.
- In der Futurama-Folge Wie der Vater so der Klon zeigt der von Prof. Farnsworth erfundene „Cool-o-meter“ die Coolheit von Personen in der fiktiven Einheit „Fonzies“ bzw. „Mega-Fonzies“ an. (Vergleiche oben, Pulp Fiction.)
- Die Simpsons
  - In der Folge Sicherheitsdienst „Springshield“ (DABF17) leidet die Stadt unter einer Hitzewelle. Die Grundschule hat eine neue Klimaanlage. Misses Krabappel und Rektor Skinner unterhalten sich darüber, dass nun auch Schüler wieder in die Schule kommen, die sie seit Jahren nicht mehr gesehen haben. Darunter auch Fonzie.
  - In der Folge  Es tut uns leid, Lisa  (AABF12) ist Fonzies Jacke auf einer Messe ausgestellt und wird von zwei Sicherheitsleuten und einem Lasersystem bewacht, während Abraham Lincolns Hut auf einer einfachen Büste und die Bill of Rights ohne nennenswerte Sicherheitsvorkehrungen daneben ausgestellt werden.
  - In der Folge  Homer und Moe St. Cool  schlägt Homer wie Fonzie auf die Jukebox, schneidet sich die Hand an dem Glas der Jukebox auf und schnippt dann mit einem „Ayyy!“ mit dem Daumen.
  - In den Folgen „Homer mit den Fingerhänden“ (S22E20) und „Das Ding, das aus Ohio kam“ (S23E04) ist Fonzies Jacke im Couchgag zu sehen.
  - Der Fonzie-Ausspruch „Sit on it“ wird mehrfach referenziert, z. B. in „Die Akte Springfield“ (3G01), in der Homer ein T-Shirt mit dieser Aufschrift trägt oder in „Wir vom Trickfilm“ (9F16), in der der Spruch in einem Rückblick auf die „Klasse von 1974“ auf einem Spruchband zu sehen ist.
- In der Friends-Folge Hurra, die Drillinge sind da (The One Hundreth), Staffel 5, outet sich der behandelnde Gynäkologe als großer „Fonzie“-Fan und verstört damit Phoebe und die restlichen Freunde.
- Family Guy
  - In der Folge Nie mehr Pfadfinder erscheint Fonzie Peter in einer Vision als geistiger Führer und verrät, dass er zweimal Herpes und einmal Tripper gehabt hätte.
  - In der Folge Die Kirche des Fonz gründet Peter die „Church of the Fonz“, eine religiöse Gemeinschaft, die den Lehren des Fonzie folgt.
- South Park
  - In der Folge Griff in Die Geschichte (Staffel 2, Folge 7): Cartman und seine Klasse sitzen im Schulbus und er erinnert sich, wie damals „Fonzie“ vor dem Arnold’s über die Schulbusse gesprungen ist und Fonzie sein legendäres Wort sagt: „Heavy“.
  - In der Folge Probably (deutsch: Wird wohl … Staffel 4, Folge 11) ist er im Intro auf einem Wasserscooter und will über Haie springen, fällt dann aber ins Wasser und wird aufgefressen.
- In Immer wieder Jim, in der Folge Jim, der Pädagoge, hat sich Andy zu Halloween als Fonzie verkleidet. Er und Jim imitieren auch jeweils einmal Fonzies markantes „Ayyy!“.
- In der elften Scrubs – Die Anfänger-Folge der ersten Staffel, Mein Weihnachtswunder (orig. My Own Personal Jesus), fantasiert J.D., wie er mit Lederjacke bekleidet und mit zurückgekämmten Haaren einem Koma-Patienten mit einem Schlag auf den Brustkorb zum Aufwachen verhilft. Während der Patient und seine Angehörigen zu „Rock Around the Clock“ tanzen, schnippt J.D. mit den Finger und eine attraktive Krankenschwester erscheint und küsst ihn.
- Die wilden Siebziger
  - In Folge 32. Die magischen drei Worte (orig. I Love Cake, Folge 7 der 2. Staffel) erscheint Kelso in einer Lederjacke und wird daraufhin von seinen Freunden Fonzie genannt.
  - In Folge 48. Verdammt in alle Ewigkeit (orig. Holy Crap, Folge 23 der 2. Staffel) vergleichen Eric und Steven in einer Diskussion mit dem Jugendpfarrer Jesus mit Fonzie.
  - In Folge 75. Kleiner Grenzverkehr (orig. Canadian Road Trip, Folge 23 der 3. Staffel) stellt sich Kelso Fonzie als kanadischen Mounty vor.
- In der Boy Meets World-Folge 12 der 3. Staffel, The Grass is Always Greener, schlüpft Cory mit einer Lederjacke bekleidet in die Rolle von Shawn und versucht, Mädchen anzusprechen. Beim ersten Versuch wirkt er jedoch eher unbeholfen und Shawn sagt ihm, er sei eher Fonzie.
- Im Film 2 Fast 2 Furious wird einem der Fahrer der beiden Muscle Cars von Roman Pierce (Tyrese Gibson) der Spitzname „Fonzie“ gegeben.
- In der Serie Roseanne in der Folge The Back Story wird Beckys Freund Mark von Roseannes Mutter mit Fonzie verglichen, da dieser ebenso eine Lederjacke trägt, zurückgekämmte Haare hat und Motorräder liebt.
- In der Fernsehserie The L Word – Wenn Frauen Frauen lieben in der 7. Folge der 5. Staffel sagt Molly zu Shane, dass sie so etwas wie „der Fonz für Lesben“ sei.
- In der Serie Supernatural trägt der Inhaber des Wachsfigurenkabinetts in der 5. Staffel in Folge 5 die originale Jacke des „Fonz“ und nimmt dessen Pose ein.
- Im Buch Der Marsianer (im Original: The Martian) von Andy Weir nimmt der auf dem Mars gestrandete Astronaut Mark Watney die typische Daumen-Hoch-Pose ein und hält ein Blatt Papier in die Sojourner-Kamera, auf dem das Wort „Ayyyyyy!“ steht. In der Verfilmung von 2015 wurde die Szene mit der typischen Pose übernommen.
- In der Fernsehserie Gossip Girl erfolgen mehrfach Anspielungen auf die Figur „Fonzie“, wenn die Figur Rufus Humphrey eine schwarze Lederjacke trägt. In der fünften Staffel erklärt Rufus zu der Lederjacke, dass diese vielleicht bald neben der Jacke des Originals im Museum hängen werde.
- Im Film Captain Marvel wird der Tesserakt von Carol (Brie Larson) in einer „The Fonz“-Brotdose versteckt.

## „Bronze Fonz“
Am 18. August 2008 enthüllte Henry Winkler in Milwaukee, das als Schauplatz der Serie Happy Days diente (die aber in Kalifornien gedreht wurde), eine Bronzestatue des Charakters Arthur Fonzarelli. Die Statue befindet sich in der Nähe der Rock Bottom Brauerei, 740 North Plankinton Avenue. Die Kosten von 75.000 US-$ für die Statue wurden von zwei Bürgerinitiativen in Milwaukee durch private Spenden und den Verkauf von T-Shirts und Keksen aufgebracht.